# Matilda a II-a de Boulogne
'Matilda a II-a (sau Mahaut, Mathilde, Maud de Dammartin) (d. 1260) a fost contesă de Boulogne cu drepturi depline de la 1216 și regină a Portugaliei prin căsătoria cu infantele Afonso III de la 1248 până la 1253.
Matilda era fiică a contesei Ida de Boulogne cu soțul acesteia, Reginald de Dammartin. Ea a succedat mamei sale în poziția de contesă din 1216.

## Prima căsătorie
În 1223, Matilda s-a căsătorit cu primul ei soț, Filip Hurepel, conte de Clermont, fiu ilegitim al regelui Filip al II-lea al Franței. Prin această căsătorie, Filip a devenit co-guvernator de Boulogne, Mortain, Aumale și Dammartin. Contele Filip s- revoltat împotriva cumnatei sale, văduva Bianca de Castilia, atunci când fratele său vitreg, regele Ludovic al VIII-lea al Franței a murit în 1226.

## A doua căsătorie
Contele Filip a murit în 1235, iar Matilda a condus comitatul independent, vreme de trei ani. Pentru a oferi comitatului un conducător masculin, ea s-a recăsătorit în 1238 cu infantele Alfons, al doilea în linia ascenderii la tronul Portugaliei, fiind fratele mai mic al regelui Sancho al II-lea al Portugaliei. Ulterior, Afonso a devenit rege, ca Afonso al III-lea, în 4 ianuarie 1248. După aceea, el a renunțat la stăpânirea asupra Boulogne. În 1253, Afonso a divorțat de Matilda, probabil din cauza neputinței ei de a-i naște un fiu din cauza vârstei ei de acum înaintate.

## Viața ulterioară
Matilda a avut un fiu și o fiică de pe urma căsătoriei cu Filip Hurepel, însă niciun copil din relația cu Alfons, care avea nevoie cu disperare de succesori după urcarea pe tronul portughez, sterilitatea Matildei fiind cauza separării lor. Potrivit consemnărilor, regina Matilda a rămas în Boulogne și nu i s-a acordat permisiunea de a-și urma soțul în Portugalia.
Fiul ei a renunțat la drepturile sale și a plecat în Anglia, din motive rămase necunoscute. Se pare că el a supraviețuit mamei sale, însă se presupune că nu a avut urmași. Fiica Matildei cu Filip, căsătorită cu un senior de Châtillon-Montjay, ar fi murit înaintea ei și se pare că nu a avut urmași.

## Urmare
După Matilda a II-lea, comitatul de Boulogne a trecut în mâinile verișoarei sale, Adelaida de Brabant, fiică a unei Matilda, mătușă a Matildei de Boulogne și soție a ducelui Henric I de Brabant).
Soțul Adelaidei fusese contele Guillaume al X-lea de Auvergne. Fiul lor, Robert al V-lea de Auvergne a succedat la rândul său mamei sale în Boulogne și, pe când ea se mai afla în viață, a activat ca co-guvernator. Moștenitorii lor au continuat să conducă laolaltă Auvergne și Boulogne. Ultima moștenitoare a fost Caterina de Medici, regină a Franței, însă două decenii mai înainte, contele de Auvergne de atunci, străbunicul Caterinei, vânduse deja Boulogne către coroana Franței, păstrând pentru sine doar Auvergne.